# Reino Arménio da Cilícia
O Reino Arménio da Cilícia(PE) ou Reino Armênio da Cilícia(PB) (também chamado de Arménia Menor, Reino da Arménia Menor, Reino da Cilícia ou Nova Arménia (em Arménio clássico: Կիլիկիոյ Հայկական Թագաւորութիւն) foi um estado formado na Idade Média por refugiados arménios das invasões dos turcos seljúcidas à Arménia. Diferentemente do Reino da Armênia da antiguidade clássica, o Reino Arménio da Cilícia localizava-se ao redor do golfo de Alexandreta, no mar Mediterrâneo (atualmente, sul da Turquia), e permaneceu independente de 1078 a 1375.
O reino foi fundado pela dinastia dos rubênidas, um ramo dos Bagrátidas armênios, que detiveram por diversas vezes os tronos da Arménia e da Geórgia. Inicialmente com a capital em Tarso e posteriormente em Sis (actual Kozan, na província de Adana), a Cilícia foi um forte aliado dos cruzados europeus e considerava-se um bastião do cristianismo no Médio Oriente. Também serviu como ponto focal do nacionalismo e da cultura dos arménios, cuja nação original se encontrava sob o domínio muçulmano.

## Origens da presença arménia na Cilícia
Durante um curto período de tempo no século I a.C., o poderoso Reino da Arménia conquistou uma vasta região no Levante, incluindo a área da Cilícia. Em 83 a.C., após um conflito sangrento pelo trono da Síria, governada pelos selêucidas, a aristocracia grega da Síria decidiu escolher o arménio Tigranes, o Grande como protector do seu reino e  oferecer-lhe a coroa da Síria.

O Reino da Arménia na sua maior extensão, sob o reinado de Tigranes, o Grande

Posteriormente Tigranes conquistou a Fenícia e a Cilícia, dissolvendo o Império Selêucida, apesar de algumas cidades resistentes terem aparentemente reconhecido o jovem rei Seleuco VII Filómetor como o seu soberano legítimo. A fronteira sul deste domínio chegava até Ptolemaida (S. João de Acre no tempo das cruzadas). Muitos dos habitantes das cidades conquistadas por Tigranes foram enviadas para a sua nova metrópole, Tigranocerta, com o objectivo de helenizar o seu reino.
No seu auge, o império estendia-se dos montes Pônticos (no nordeste da actual Turquia) à Mesopotâmia, e do mar Cáspio ao Mediterrâneo. Tigranes terá conseguido invadir até Ecbátana e tomou o título de Rei dos Reis. Pensa-se que algumas colónias arménias na região da Cilícia datam desta época.
A Cilícia foi reconquistada aos árabes pelo imperador bizantino Nicéforo II Focas em cerca de 965. Este expulsou os muçulmanos que viviam na região e encorajou a colonização por cristãos da Síria e da Arménia. O seu sucessor Basílio II Bulgaróctono tentou expandir os seus domínios até Vaspuracânia a oriente e pela Síria a sul. Como resultado das campanhas bizantinas, os arménios chegaram até à Capadócia e à região montanhosa do norte da Síria e Mesopotâmia.
A imigração arménia intensificou-se com a anexação formal do Reino da Arménia pelo Império Bizantino em 1045 e pela conquista pelos seljúcidas dezenove anos depois, em dois novos movimentos de migração. Depois da queda da dinastia Bagrátida da Armênia, e durante os séculos seguintes, o estado arménio não conseguiu restabelecer a sua soberania, permanecendo sob o governo das tribos túrquicas.

## Estados arménios da Cilícia
Os arménios foram gradualmente servindo os bizantinos como oficiais militares e governadores, sendo-lhes concedido o controlo de cidades importantes na fronteira oriental do império. Quando o poder bizantino na região enfraqueceu na sequência da batalha de Manzicerta, alguns usaram a oportunidade para se estabelecerem como soberanos, enquanto outros permaneceram leais ao império, pelo menos nominalmente.
O mais bem sucedido destes primeiros senhores arménios foi Filareto Bracâmio, antigo general de Romano IV Diógenes. Entre 1078 e 1085, Filareto criou um principado que se estendia de Melitene a norte até Antioquia a sul, e da Cilícia a oeste até Edessa a leste. Convidando outros nobres arménios para colonizarem estes territórios, concedeu-lhes terras e castelos, mas este estado começaria a ruir ainda antes da sua morte em 1090. e depois o restante destes domínios se desintegraria em senhorios locais.

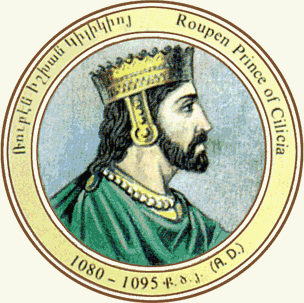
Príncipe Ruben I da Arménia

Um destes príncipes locais foi Ruben I da Arménia, que tinha relações familiares estreitas com o último rei bagrátida da Arménia mas, julgando impossível recuperar o poder desta dinastia, rebelou-se independentemente contra o Império Bizantino na Cilícia. Conseguindo o apoio de diversos nobres e senhores arménios, em 1080 Ruben fundou um principado independente na Cilícia, que se tornaria reino sob a soberania dos seus descendentes (a chamada dinastia dos rubênidas). No final do século XI havia assim vários importantes principados arménios na região:
- Lampron (posteriormente chamado Namrun, actualmente Camliyayla) e Babaron (Candir Kale), na extremidade sul das Portas da Cilícia, eram controladas pelo antigo general bizantino Oshin, fundador da dinastia dos Hetúmidas, que sucederia aos rubênidas no trono da Cilícia.
- A nordeste encontrava-se o principado de Constantino I da Arménia, filho de Ruben I. As suas bases eram as fortalezas de Partzapert e Vahka.
- Mais a nordeste, fora da Cilícia, encontrava-se o principado de Maraş, governado por Teodoro de Maraş, um antigo oficial bizantino.
- A leste de Maraş, o barão arménio Gogh Vasil controlava as fortalezas de Raban e Kaisun como vassalo dos seljúcidas.
- A norte destas, na porção norte da bacia do rio Eufrates, localizava-se o principado de Melitene, sob o domínio de Gabriel, antigo oficial de Filareto, também sob a suserania seljúcida.
- Entre o rio Tigre e o Eufrates ficava Edessa, na posse de Teodoro, outro oficial de Filareto e genro de Gabriel de Melitene.

Com a excepção de Gogh Vasil e Constantino, estes senhores arménios tinham relações frias com a maioria dos seus compatriotas arménios e sofriam a antipatia dos cristãos sírios, porque seguiam a Igreja Ortodoxa Grega ou detinham títulos oficiais cedidos pelo imperador bizantino.

## Dinastia dos rubênidas

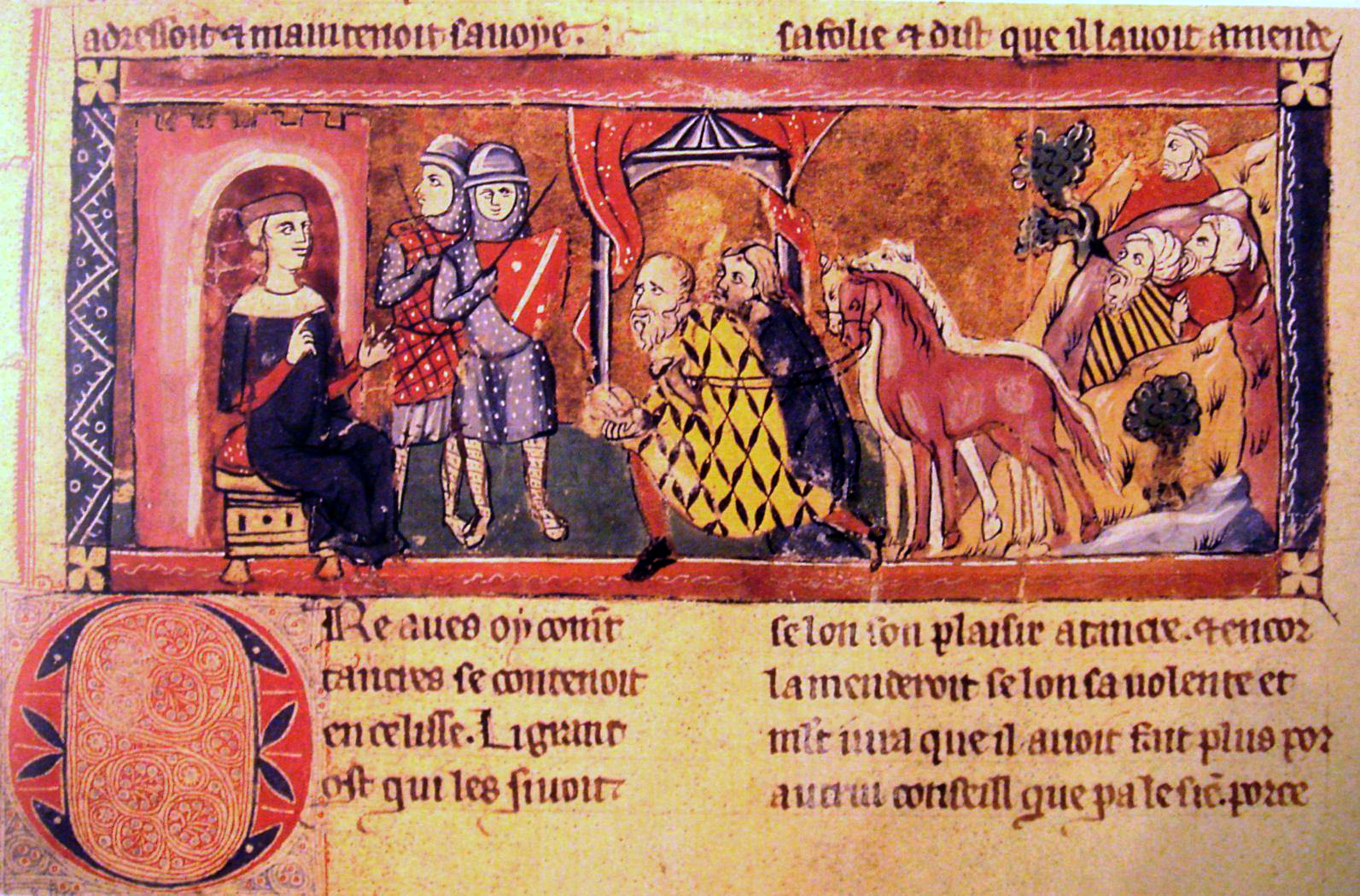
Balduíno de Bolonha a receber homenagem dos arménios em Edessa (iluminura da crónica de Guilherme de Tiro, 1286)

Com o advento da Primeira Cruzada em 1096-1099 a percorrer a Anatólia, os arménios ganharam poderosos aliados cristãos, a quem forneceram guias, provisões e cavalos, pelo que receberiam louvor do papa Gregório XIII no século XVI. Com o auxílio dos cruzados, defenderam-se contra os turcos, tanto em acções militares conjuntas na Cilícia como pelo estabelecimento dos estados cruzados em Antioquia e Edessa. Apesar deste início auspicioso, nos dois séculos seguintes as relações entre cruzados e arménios oscilariam entre a aliança e a rivalidade.
Gradualmente a Cilícia foi desenvolvendo um governo centralizado na dinastia rubênida, que durante o século XII competia com os bizantinos pelo poder na região. O príncipe Leão I anexou as cidades costeiras da Cilícia ao principado, consolidando assim a liderança arménia na região.
Leão I acabaria por ser derrotado pelo imperador João II Comneno em 1137, que considerava a Cilícia como uma província bizantina. Foi aprisionado, juntamente com vários outros membros da sua família, e morreu no cárcere três anos depois. Teodoro II, filho e sucessor de Leão I, também foi aprisionado, mas evadiu-se em 1141 para voltar a lutar contra Constantinopla. Inicialmente obteve vitórias, mas em 1158 acabaria por se declarar vassalo de Manuel I Comneno. Entretanto a Cilícia tinha-se tornado tão importante que, em 1151, o líder da Igreja Arménia transferiu a sua sé para Hromgla.

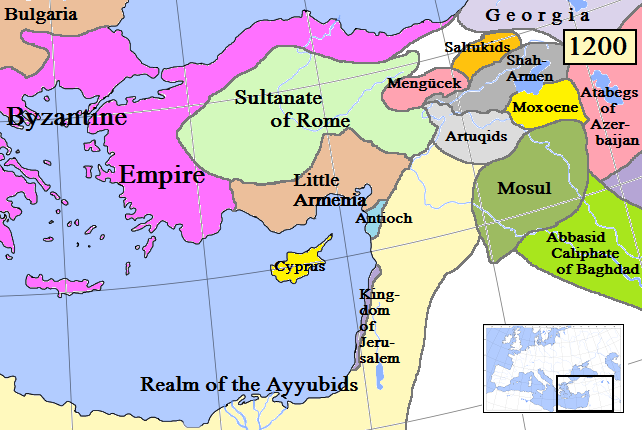
O Reino Arménio da Cilícia (em castanho) em 1200

O primeiro membro da dinastia dos rubênidas a obter o título de rei seria Leão II, que subiu ao poder em 1187 ainda como príncipe. Durante o seu reinado teve de enfrentar conflitos com os governantes de Icônio, Alepo e Damasco, durante os quais aumentou o poderio militar da Cilícia e anexou novos territórios, duplicando a faixa costeira desta nação.
Entretanto Saladino debilitou os estados cruzados, o que provocou a proclamação da Terceira Cruzada. Leão II aproveitou a situação para melhorar as relações com os europeus e, com o apoio dos imperadores do Sacro Império Romano-Germânico Frederico Barba Ruiva e Henrique VI, em 1198 conseguiu elevar o estatuto do Estado para reino, passando a se intitular rei Leão I. Seria o papa Celestino III quem lhe ofereceria o brasão de armas do Reino Arménio da Cilícia.

## Dinastia dos Hetúmidas
Isabel, a filha de Leão II, seria a chave para a tomada do poder da dinastia dos Hetúmidas, rivais dos rubênidas. Depois de o seu primeiro marido ter sido envenenado em 1225 por Constantino de Baberon, foi forçada no ano seguinte a casar-se com o filho deste, que passou a partilhar o governo do reino sob o nome de Hetum I.

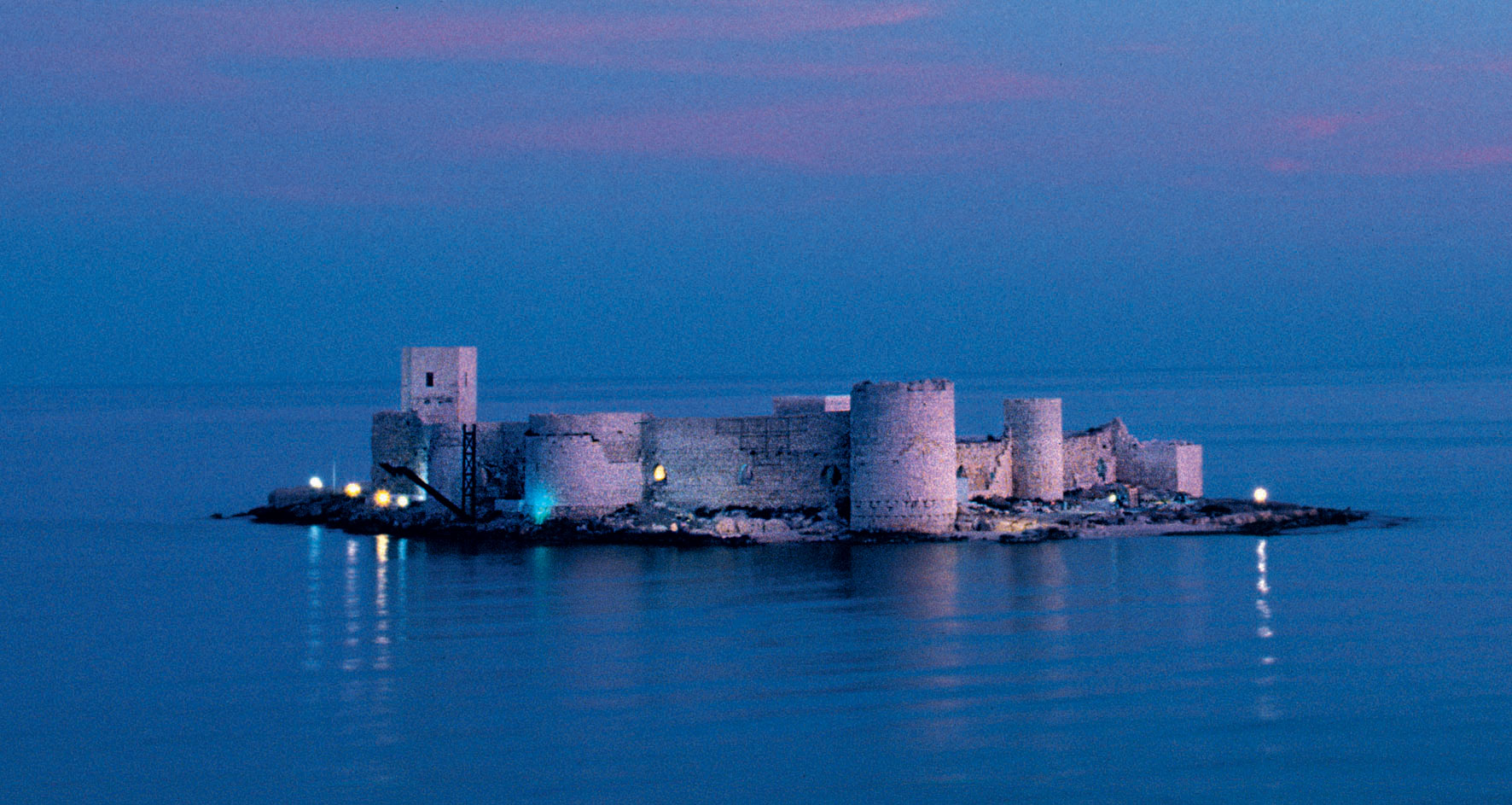
Fortaleza de Corícia, construída no século XIII

Durante este reinado conjunto, o Império Mongol estava em rápida expansão na Ásia e chegara ao Médio Oriente. Tendo conquistado rapidamente a Mesopotâmia, Bagdá e a Síria, avançava sobre o Egito. Estas conquistas tiveram efeitos devastadores para o Reino da Arménia, mas a Arménia Cilícia não teria o mesmo destino, uma vez que Hetum sujeitou-se voluntariamente ao novo poder da região, enviando o seu irmão Sempad para a corte mongol em 1247 para negociar uma aliança.
Hetum combateu com o seu exército sob o comando de Hulagu Khan na conquista da Síria e na tomada de Alepo e Damasco aos muçulmanos em 1259-1260. A Arménia também se envolveu em uma batalha económica com o Sultanato Mameluco do Egito pelo controlo da rota das especiarias.
Em 1266, Baibars intimou Hetum I a renegar a sua vassalagem aos mongóis, aceitar a suserania mameluca e devolver os territórios e fortalezas conquistadas aos muçulmanos quando ao serviço dos mongóis. Hetum I foi então visitar a corte do Ilcanato na Pérsia para obter apoio militar, mas durante a sua ausência os mamelucos marcharam sobre a Cilícia. Liderados por Almançor II e pelo comandante mameluco Qalawun Alfi, derrotaram os arménios na batalha de Mari, matando Teodoro, filho de Hetum, e aprisionando o seu outro filho Leão, juntamente com dezenas de milhares de soldados arménios.
Como resgate pelo seu filho, Hetum pagou uma grande soma em dinheiro e cedeu várias fortalezas. Pouco depois, um grande sismo em 1268 devastou o país, matando mais de 60 000 pessoas. Hetum I abdicou no ano seguinte em favor do seu filho Leão II, que foi forçado a pagar avultados tributos anuais aos mamelucos, que mesmo assim continuaram a realizar incursões esporádicas na Cilícia.

O enclave cristão da Nova Arménia cercado pelos territórios do Ilcanato mongol em 1300

Mongóis e arménios foram derrotados em Homs em 1281, e em 1285 Qalawun obrigou os arménios a lhe cederem várias fortalezas, para além de os proibir de reconstruir fortificações defensivas, de os forçar a pagar um tributo de um milhão de dirrãs e a estabelecer relações comerciais com os mamelucos, assim furando embargo comercial imposto pelo papado.
Os mamelucos continuaram a saquear a Arménia Cilícia em várias ocasiões. Em 1292, o sultão mameluco do Egito Axerafe Calil, que no ano anterior conquistara S. João de Acre, o último bastião do Reino Latino de Jerusalém, saqueou Hromgla, forçando a sé da Igreja Arménia a mudar-se para Sis. Hetum teve de abandonar Besni, Maraş e Tel Handune aos turcos. No ano seguinte abdicaria em favor do seu irmão Teodoro III e entraria para o mosteiro de Mamistra.
No verão de 1299, Hetum II da Arménia, neto de Hetum I, solicitou a ajuda do cã mongol da Pérsia, Gazã. Marchando sobre a Síria, este convidou o rei de Chipre e os grão-mestres dos Cavaleiros Teutónicos, Templários e Hospitalários para se aliarem neste ataque. Depois da conquista mongol de Alepo, estas forças aliadas derrotaram os mamelucos no final do ano. Mas em Maio de 1300, depois de os mongóis serem forçados a retirar, provavelmente para procurar pasto para os seus cavalos, os mamelucos retomaram a área.
Três anos depois, uma nova ofensiva mongol-arménia de cerca de 80 000 homens foi derrotada a sul de Damasco, na que foi considerada a última grande invasão mongol da Síria. Hetum II abdicou em favor do seu sobrinho Leão IV para se ordenar monge franciscano, mas em 1307 ambos seriam assassinados por um general mongol recentemente convertido ao Islão.

## Casa de Lusinhão

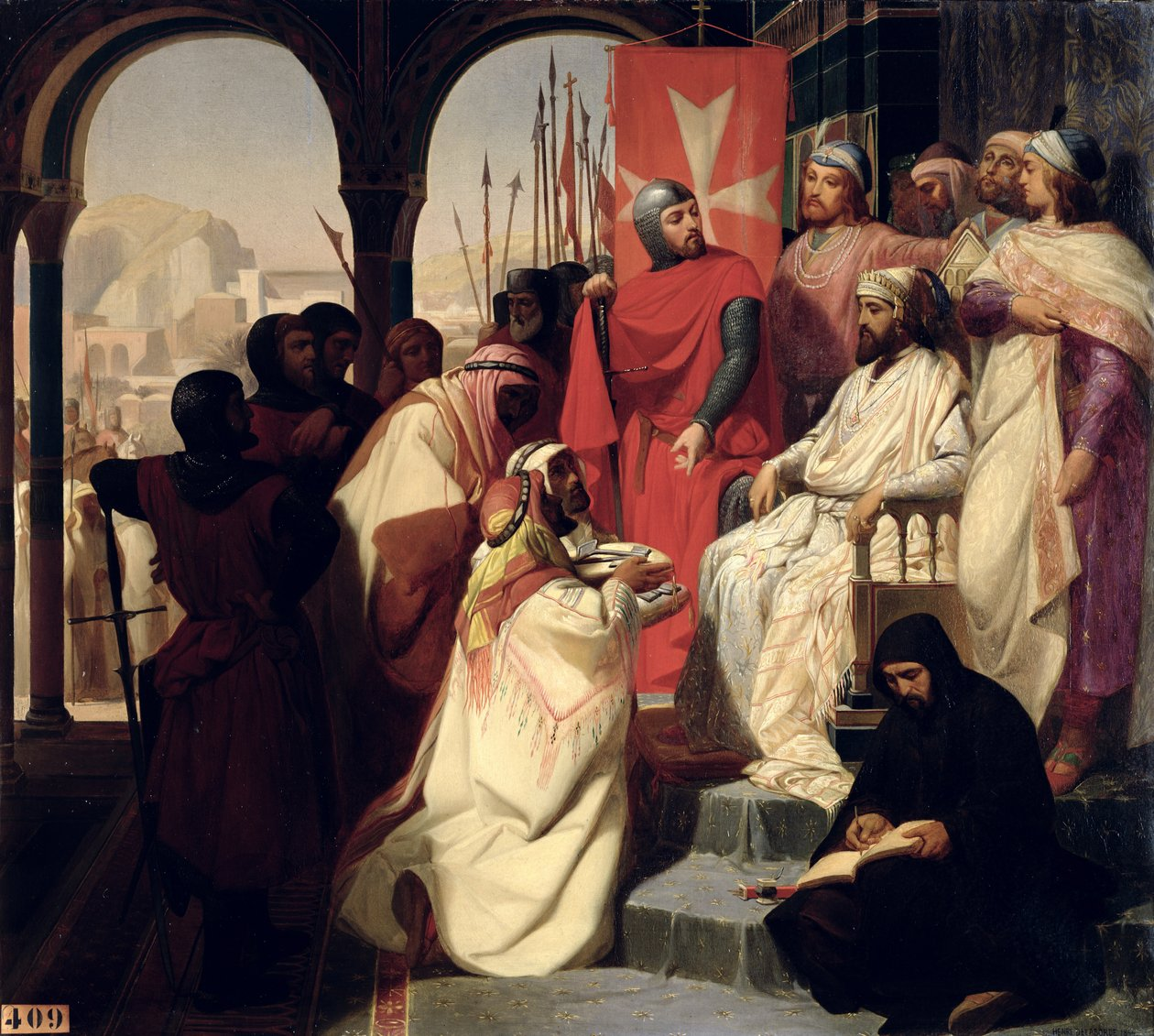
Constantino III da Arménia no trono com os hospitalários (pintura de Henri Delaborde em 1844)

Os hetúmidas governaram a Cilícia até ao assassinato de Leão V em 1341. Apesar da aliança com os cristãos do Reino de Chipre, este rei foi incapaz de resistir aos ataques do Sultanato Mameluco do Egito. O eleito para suceder no trono da Cilícia acabaria por ser um primo de Leão V, chamado Guido de Lusinhão, mas que tomaria o nome de Constantino IV da Arménia.
Desde o reinado de outro Guido de Lusinhão no trono de Jerusalém e na ilha de Chipre, no século XII, a Casa de Lusinhão, de origem francesa, tinha um longo histórico de poder na região. Apesar das estreitas ligações históricas entre os Lusinhão e os arménios, quando os latinos subiram ao poder, tentaram impor o seu cristianismo ocidental e o estilo de vida europeu à população local. Na maioria, os líderes arménios aceitaram a situação, mas o povo opôs-se à mudança, o que levaria a conflitos internos no reino.
No final do século XIV, a Cilícia foi invadida pelo Sultanato Mameluco do Egito, e com a perda de Sis, em abril de 1375, acabava o Reino Latino da Arménia. Leão VI, o último rei, recebeu um salvo-conduto para abandonar a região, e morreria no exílio em Paris, em 1393, após tentar, em vão, proclamar outra cruzada. O título foi então reivindicado pelo seu primo, Tiago I de Chipre, e posteriormente pela Casa de Saboia.

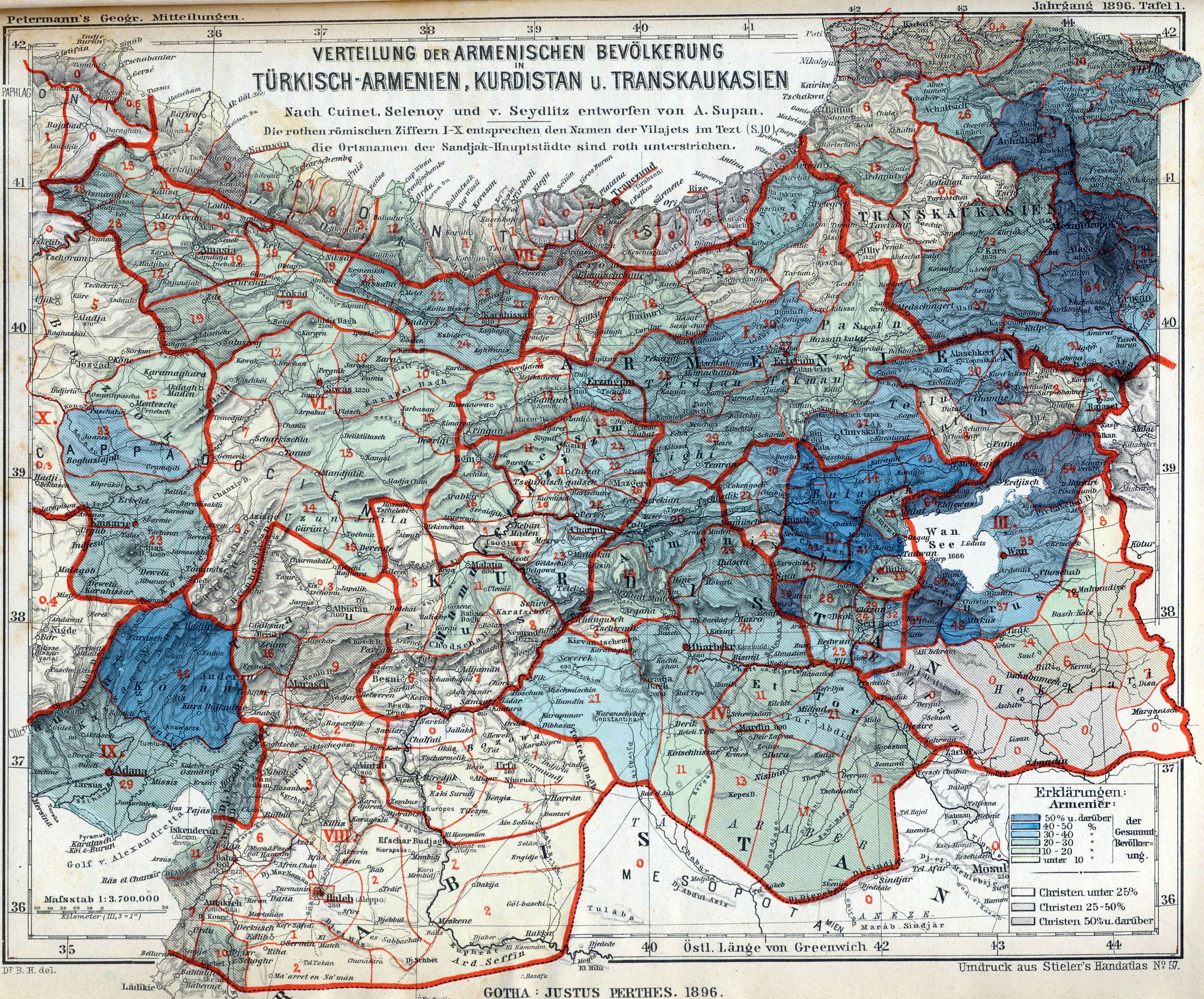
Distribuição da população arménia nas suas regiões tradicionais antes do genocídio arménio

Apesar de os mamelucos do Egito terem conseguido tomar a Cilícia, acabariam por ser derrotados por tribos túrquicas ao comando de Tamerlão. 30 000 arménios fugiram para o Chipre, sob o domínio ocidental até 1489, tendo ficado na região só a população mais pobre, que permaneceria até ao genocídio Arménio de 1915. Os seus descendentes encontram-se dispersos na chamada diáspora arménia, e a Santa Sé da Cilícia encontra-se em Antelias, no Líbano.

## Contacto com o Ocidente
A convivência com os cruzados ocidentais, particularmente da França, marcou a cultura arménia local. A nobreza da Cilícia adoptou vários aspectos do estilo de vida europeu, incluindo a cavalaria medieval, roupas e prenomes. A influência linguística foi tão marcante que duas novas letras (Ֆ ֆ = "f" e Օ օ =  "o") foram adicionadas ao alfabeto arménio.
O rei Leão II da Arménia incentivou a economia e o comércio da Cilícia pela interacção com os mercadores europeus. As principais cidades e castelos do reino incluíam o porto de Corícia, Lampron, Partzerperta, Vahka, Hromgla, Tarso, Anazarbo, Til Hamdoun, Mamistra, Adana e o porto de Ayas, que servia como terminal ocidental no Oriente. Os pisanos, genoveses e venezianos também estabeleceram colónias nesta última cidade, na sequência de tratados com a Arménia Cilícia no século XIII, e seria daqui que Marco Polo partiria em 1271 para a sua viagem até à China.

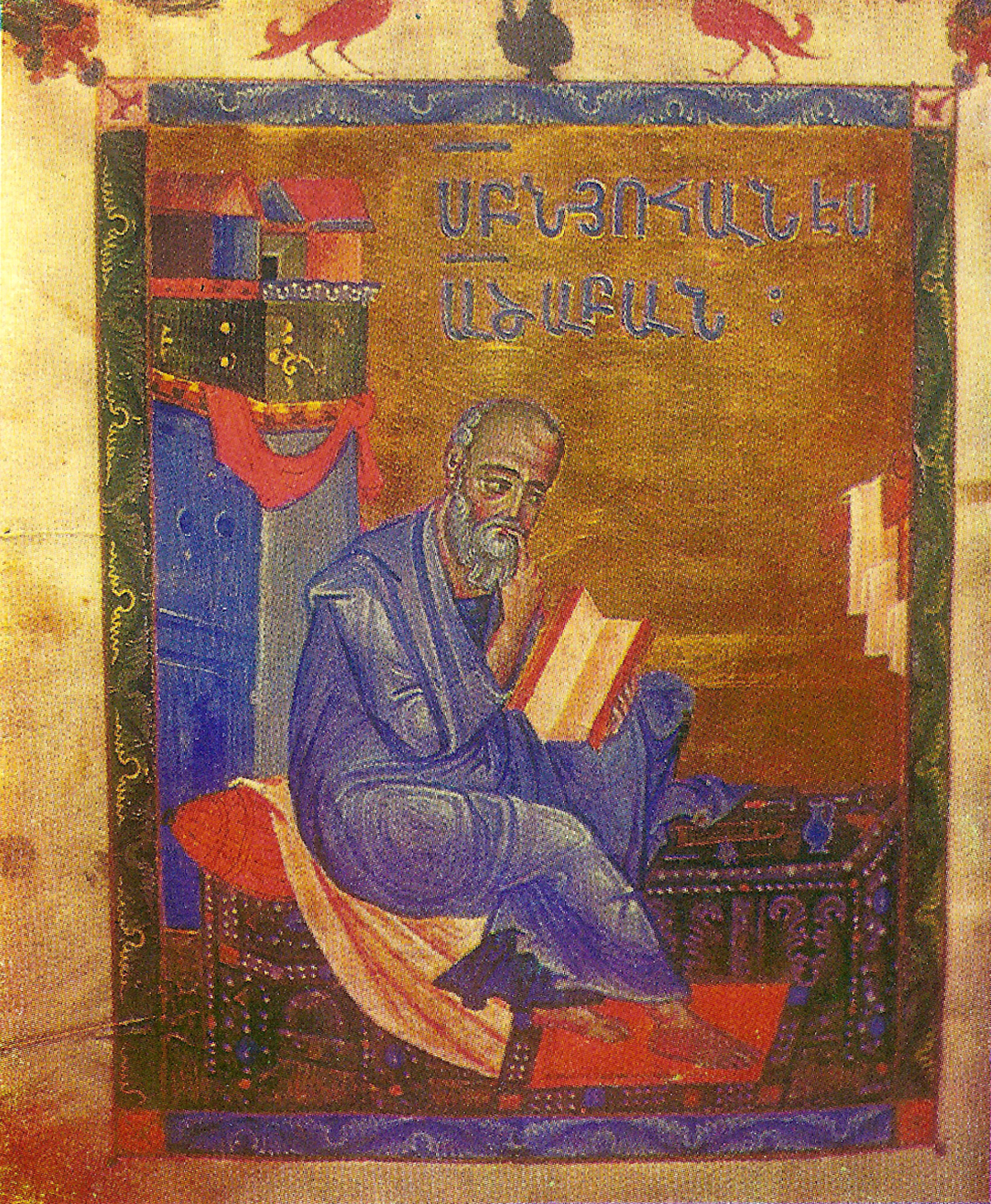
Iluminura do apóstolo João por Toros Roslin em 1268

A estrutura da sociedade aproximou-se mais do feudalismo ocidental do que do sistema nacarar tradicional da Arménia, no qual o rei tinha simplesmente uma relação de primeiro entre iguais com a nobreza. Este período também foi marcado pela produção de importantes exemplos de arte arménia, na qual se destacam os manuscritos iluminados de Toros Roslin no século XIII.
Na religião havia mais hostilidade às novidades importadas - a população cristã arménia em geral desaprovava da conversão ao cristianismo ocidental ou à ortodoxia grega. Em 1198 tinha sido proclamada uma união entre a Igreja Católica Romana e a Igreja Apostólica Arménia pelo católico de Sis (ou Adana), mas a teoria não passou muito à prática devido à oposição de muitos clérigos e leigos locais.
Várias missões de franciscanos de Roma (incluindo João de Montecorvino em 1298) foram enviadas à Cilícia para ajudar esta aproximação, mas com poucos resultados. No entanto, o próprio rei Hetum II da Arménia seria ordenado monge franciscano depois de abdicar do trono. E o historiador arménio Narses Balients do século XIV era um franciscano, parte do movimento que defendia a unificação com a Igreja latina.
Em 1441, já após a queda do reino, o católico de Sis reafirmou a união das igrejas arménia e latina no Concílio de Basileia-Ferrara-Florença, mas esta acção provocou um cisma na Igreja Arménia, que instalou uma sé em Valarsapate (que permaneceu fiel à Igreja Apostólica Arménia) e marginalizou a sé de Sis (que era católica).